# 立体特異的番号付け

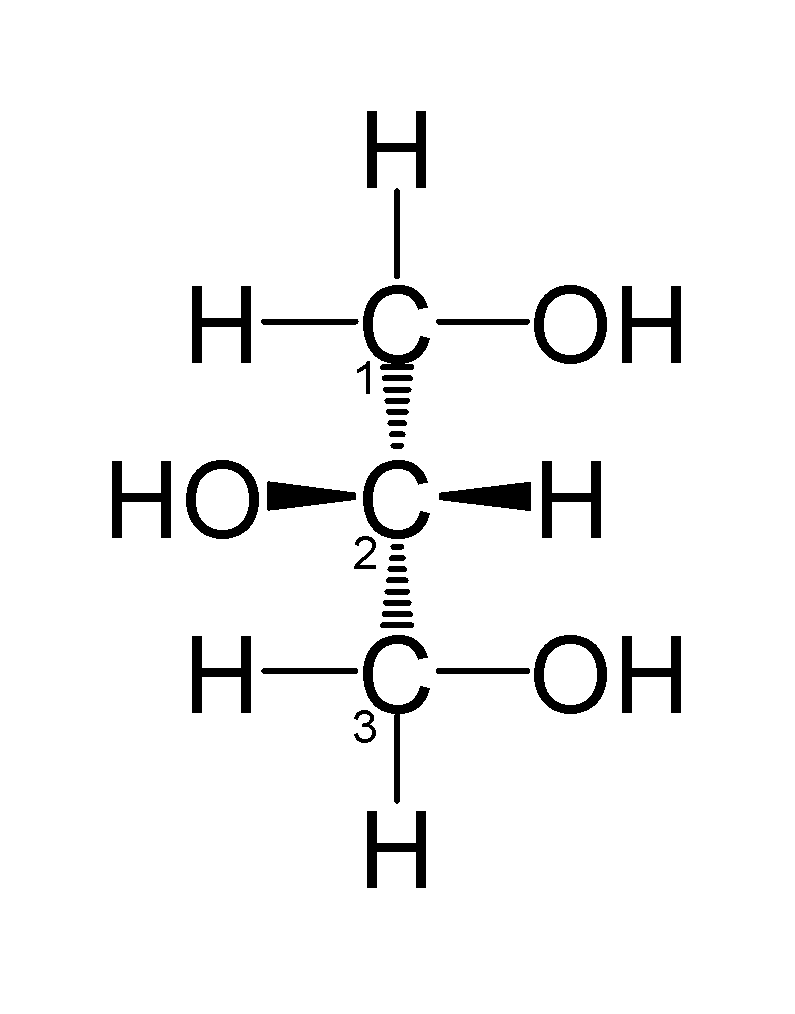
sn-glycerolのフィッシャー投影式

立体特異的番号付け（りったいとくいてきばんごうづけ、stereospecific numbering)とは、主に生化学において脂質を含むグリセロール誘導体の立体配置を記述するための方法。グリセロール骨格に由来する立体異性体に限られるが、それらを統一的に記述することができる。

## 方法
グリセロールはプロキラルな化合物で、3つの炭素原子のうち中央以外のどちらに置換基が導入されるかによって鏡像異性体を生じる。そこで3つの炭素原子にあらかじめ立体特異的な番号を付けておくことで立体異性を区別して表現することができる。具体的には、フィッシャー投影式で中央の炭素原子（2位）に結合する水酸基を左に置いたとき、上を1位、下を3位とする。別の表現をすれば、pro-S炭素を1位とする。
この方法で化合物を命名する場合には、glycerolの直前にsn-接頭辞（stereospecifically numberedの意）をつけて明示する。ラセミ体の場合にはrac-接頭辞、立体配置が不明の場合にはX-接頭辞を付ける。

## 有用性
生化学分野でグリセロールの誘導体に関わる反応を考える場合、ほとんどがエステル結合またはエーテル結合の生成・開裂を伴うものである。これらの反応は鏡像異性を与える不斉炭素が持つ4つの結合には全く影響がないにもかかわらず、RS表記法やDL表記法では立体配置の接頭辞を書き換える必要が出てくる。グリセロール誘導体が関わる酵素反応においては、ほとんどの場合グリセロール骨格の両側2つの炭素は区別されているため、立体特異的な番号をつけ表記に一貫性を持たせることで立体配置や酵素反応が理解しやすくなる。
例えばジアシルグリセロールをリン酸化してホスファチジン酸を得る、あるいはそれを脱アシル化してグリセロリン酸を得る過程を考える際は以下の通りとなる。
|                    |                        |                                                                   |                         |
| 表記法             | ジアシルグリセロール   | ホスファチジン酸                                                  | グリセロリン酸          |
| RS表記法           | (S)-1,2-diacylglycerol | (R)-phosphatidic acid                                             | (R)-glycerophosphate    |
| Baer-Fischer方式   | D-α,β-diacylglycerol   | diacyl-L-α-glycerophosphoric acid                                 | L-α-glycerophosphate    |
| DL表記法           | L-1,2-diacylglycerol   | L-1,2-diacylglycerol 3-phosphate D-2,3-diacylglycerol 1-phosphate | D-glycerol 1-phosphate  |
| 立体特異的番号付け | 1,2-diacyl-sn-glycerol | 1,2-diacyl-sn-glycerol 3-phosphate                                | sn-glycerol 3-phosphate |

## 歴史
1960年にアメリカ合衆国の生化学者ハンス・ヒルシュマンが提唱し、1967年にIUPAC-IUBの生化学命名法委員会が公表した脂質命名法のたたき台に採用された。これは立体化学で使われている通常の方法（DL表記法やRS表記法）と大きく異なるものであったが、非常に便利であったことからグリセロール誘導体を扱う分野では広く普及した。脂質命名法は、その後IUPAC有機化学命名法との調整を経て1976年に勧告され、立体特異的番号付けもそのまま採用されている。